# 马集镇 (仪征市)
马集镇，是中华人民共和国江苏省扬州市仪征市下辖的一个乡镇级行政单位。

## 行政区划
马集镇下辖以下地区：
马集街道社区、岔镇村、合兴村、蔡湖村、爱国村、新民村、秦桥村、恒华村、金营村和方营村。